# Australische purperkoet
De Australische purperkoet (Porphyrio melanotus) is een vogel uit de familie van de rallen, koeten en waterhoentjes (Rallidae).

## Verspreiding en leefgebied
Deze soort telt vijf ondersoorten:
- P. m. melanopterus: Sulawesi, de Molukken, de Kleine Soenda-eilanden en Nieuw-Guinea
- P. m. pelewensis: Palau
- P. m. melanotus: Australië, Nieuw-Zeeland, Kermadec en de Chathameilanden.
- P. m. bellus: Zuidwestelijk Australië.
- P. m. samoensis: Salomonseilanden, Nieuw-Caledonië, Fiji en Samoa

## Status
De Australische purperkoet komt niet als aparte soort voor op de lijst van het IUCN, maar is daar een ondersoort van de (gewone) purperkoet (P. porphyrio melanotus).